# Амонітиди
Амоні́тиди (англ. Ammonitida) або амоніти — ряд викопних морських головоногих молюсків підкласу амоноідей. Вирізнялися, за винятком кількох видів, правильною спірально закрученою багатокамерною мушлею амонітичної будови. Існували в юрському та крейдовому періодах. Часто амонітами називають увесь підклас амоноідей.

## Галерея

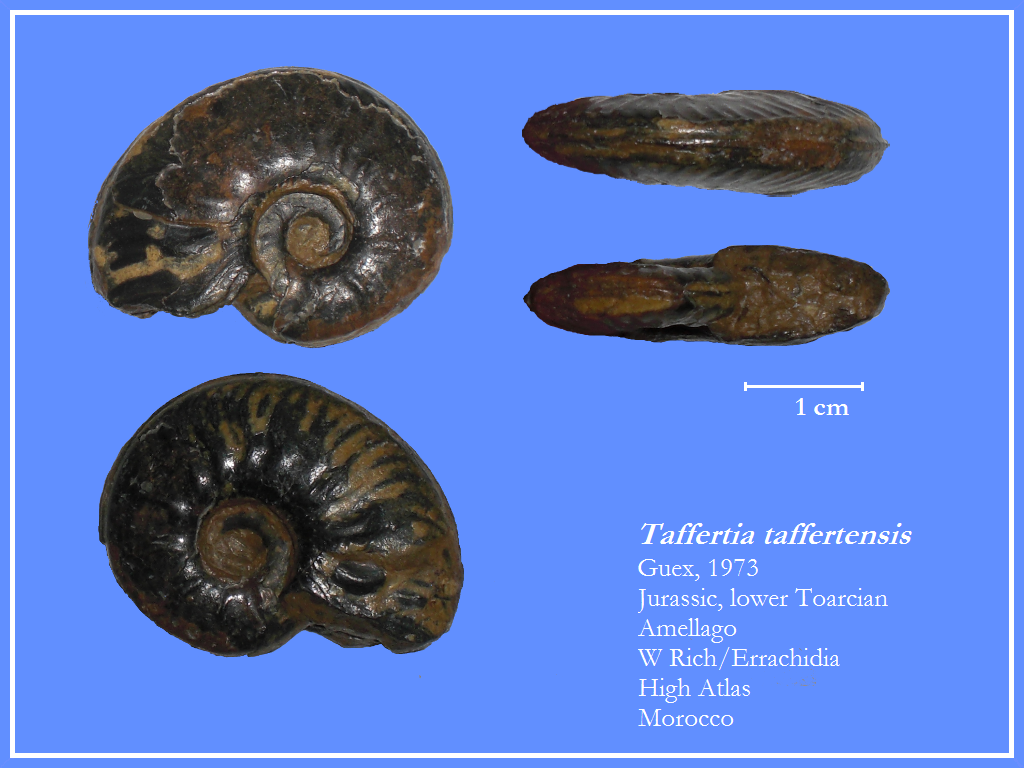
Taffertia taffertensis
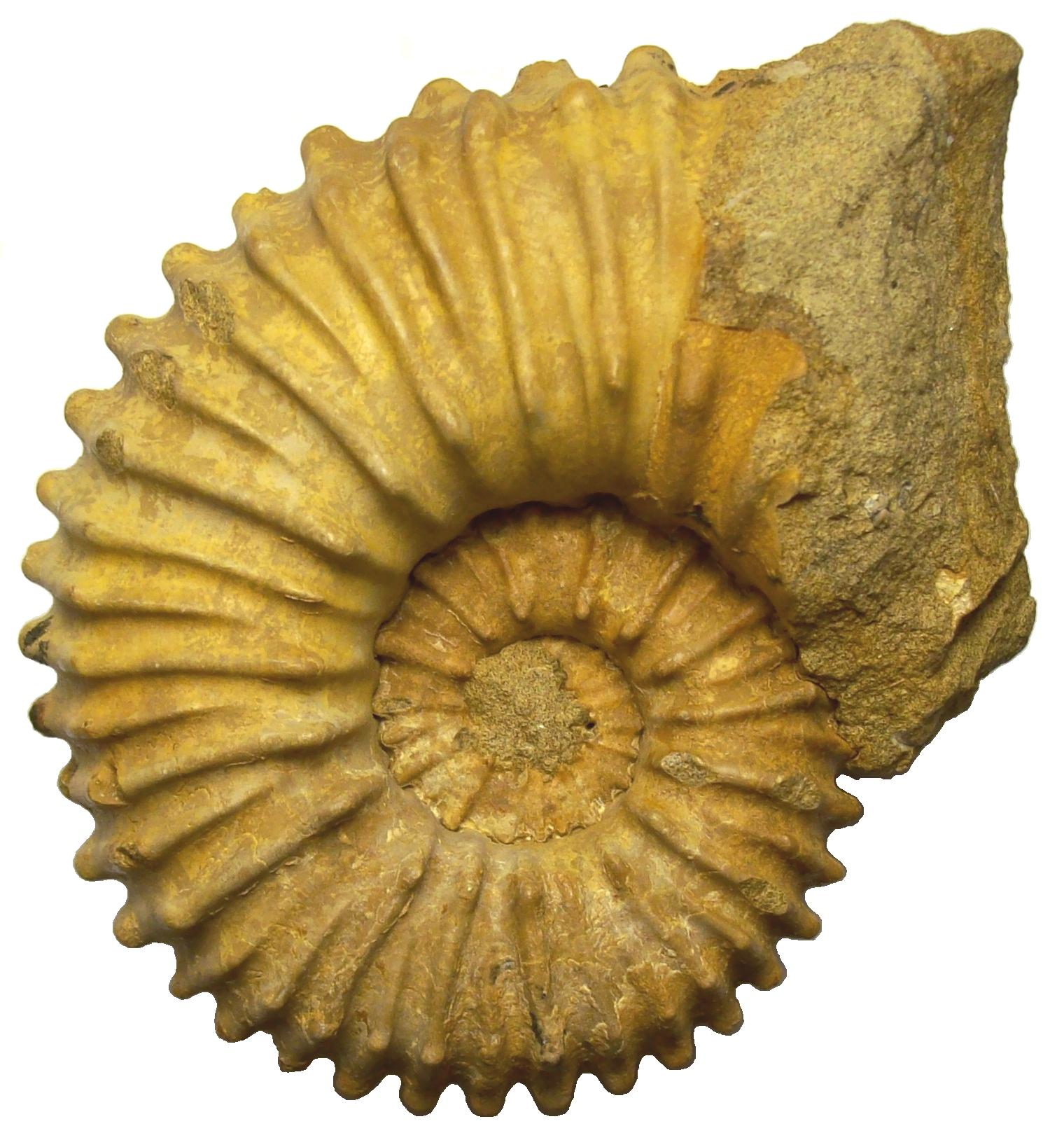
Calycoceras asiaticum
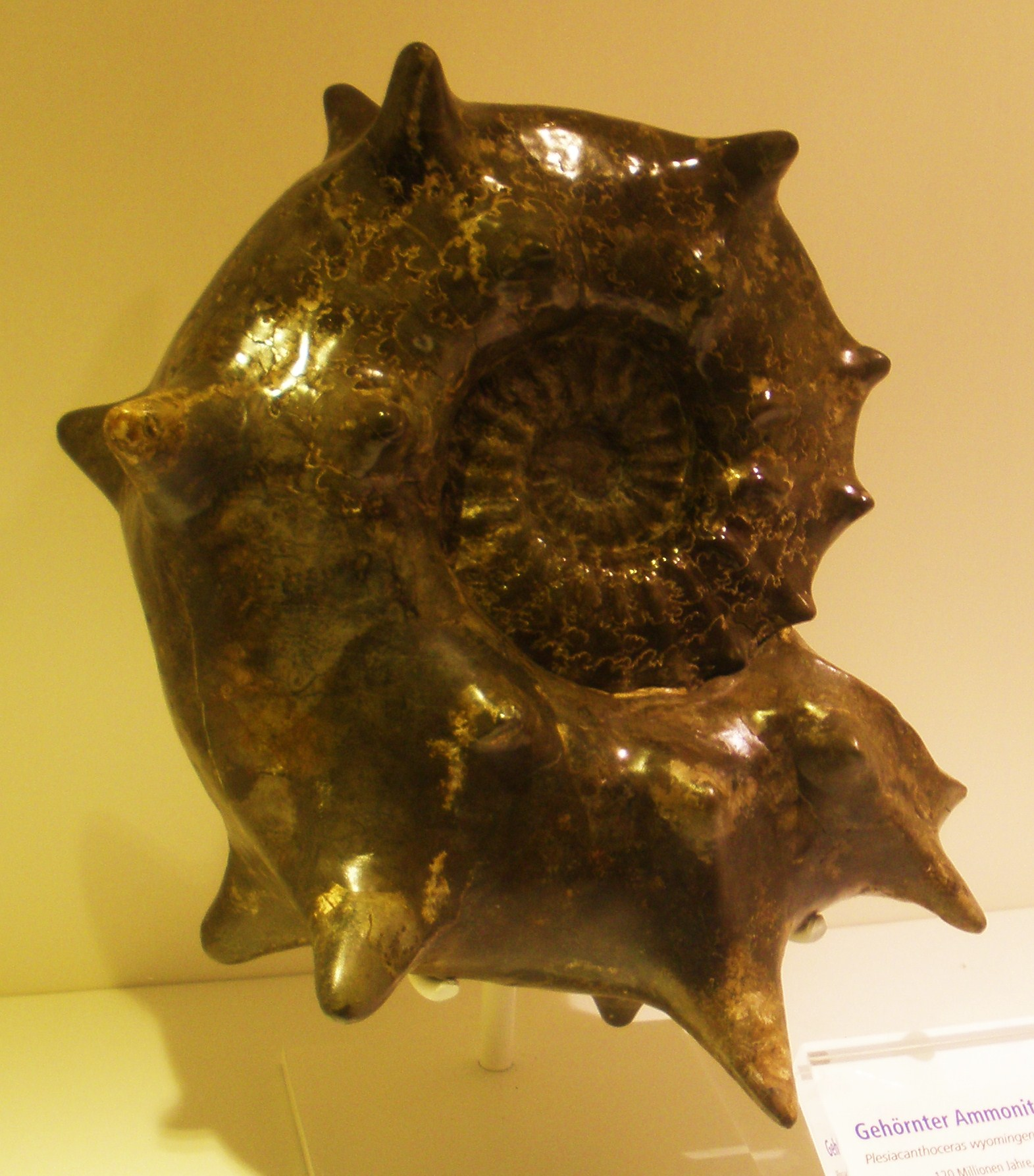
Plesiacanthoceras wyomingensis
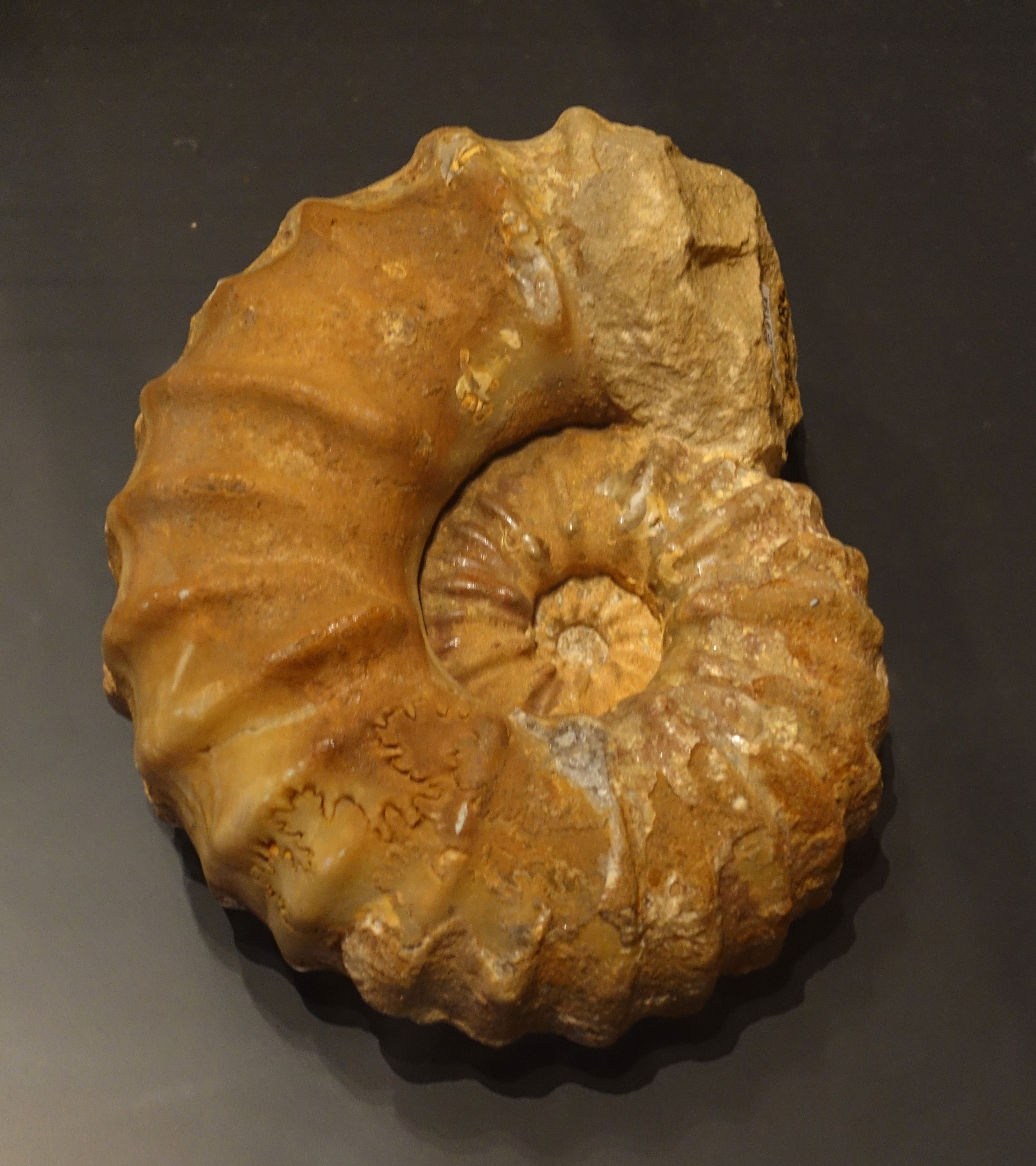
Acanthoceras cenomanense